# قصائد (هسه)
قصائد (بالألمانية: Die Gedichte) مجموعة من 31 قصيدة من تأليف الشاعر والروائي الألماني هرمان هيسه (1877-1962)، نُشرت للمرة الأولى في عام 1953.

## وصلات خارجية
- قصائد، على كتب جوجل.
- قصائد، على جود ريدز.
- قصائد، على موقع أمازون.
- قصائد، على الفهرس العالمي.
- قصائد، على مكتبة جامعة هارفارد.